# Nickelodeon (Arábia)
Nickelodeon Arábia é um canal por assinatura, exclusivo da plataforma OSN, é a versão oficial em árabe da Nickelodeon, e até 2011, era o único a utilizar o logo splat, usado até 2009, quando a empresa mãe, mudou o logo.

## Historia e curiosidades
O canal foi criado, como resultado da joint-venture da Viacom com a Arabian Television Network, assim como seu irmão MTV Arabia. Como resultado da criação do canal, Bob Esponja recebeu uma dublagem árabe, que depois da extinção foi para MBC3, e depois voltou pro canal quando foi relançado. 
Em 2010, o canal estava sofrendo com congelamentos frequentes, o site caiu, e não tinham motivos dele estar assim, seu irmão MTV Arabia estava sofrendo o mesmo.
Em 2011, o canal foi extinto sem aviso prévio na madrugada de 8 de setembro de 2011, quando o canal caiu, mostrava uma mensagem, dizendo que os espectadores podiam ver os desenhos no bloco Nickelodeon no MBC3.
Em 2014, A Viacom anunciou que o canal iria voltar na plataforma OSN, junto com seu irmão Nick Jr.
No ano seguinte, o canal voltou em HD junto com a Nick Jr na OSN.
Dois anos depois, o canal Nicktoons chegou na OSN, exibindo exclusivamente os desenhos da Nick.

## Canais irmãos

### Nick Jr.
Nick Jr. é um canal infantil lançado junto com seu irmão Nickelodeon, sua progamação consiste em progamas para crianças pequenas.                                                                                                                     

### Nicktoons
Nicktoons é um canal que exibe os desenhos da Nick, o canal usa o design do Nicktoons do Reino Unido e Irlanda.

### TeenNick
TeenNick é um canal lançado no OSNPlay, exibindo os live actions da Nickelodeon.

## Progamação
O canal exibe os programas comuns da Nickelodeon, os desenhos são dublados, e os live-actions são legendados.
O original exibia uma programação exclusiva, que foi cancelada após a extinção da versão original.